# Otho Leslie Prior-Palmer
Sir Otho Leslie Prior-Palmer, britanski general, * 1897, † 1986.